# Hugo Knorr
Hugo Knorr (* 17. November 1834 in Königsberg; † 29. September 1904 in Karlsruhe) war ein deutscher Landschafts- und Marinemaler, Zeichner und Kunstprofessor.

## Leben
Mit knapp 18 Jahren kam Knorr im Herbst 1852 an die Kunstakademie Königsberg und beschäftigte sich dort in der Hauptsache mit Landschaftsmalerei. Unter anderem war dort Carl Scherres sein Studienkollege. Später wurde Knorr Meisterschüler beim Landschaftsmaler August Behrendsen. Eine Schülerin war Luise Neumann.
1875 nahm Knorr einen Ruf an das Polytechnikum in Karlsruhe an und wirkte dort als Professor.

## Rezeption

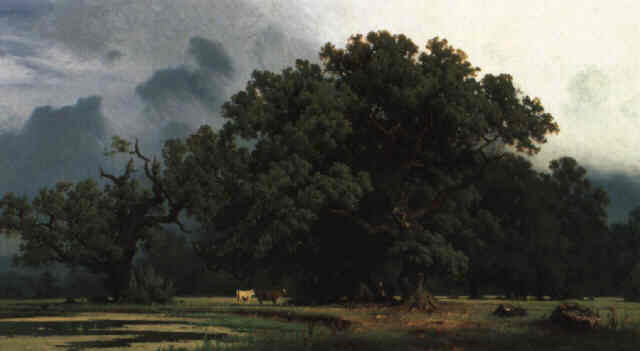
Weidevieh am Seeufer, 1878

Knorrs Ölgemälde zeigen mehrheitlich die Küstenlandschaft Norwegens, die in ihrer ganzen Großartigkeit und Erhabenheit der Jahreszeiten dargestellt wird. Ein weiterer Schwerpunkt Knorrs sind seine Kreide- bzw. Kohlezeichnungen, mit denen er kongenial mehrere literarische Werke illustrierte.

## Werke (Auswahl)
Ölgemälde

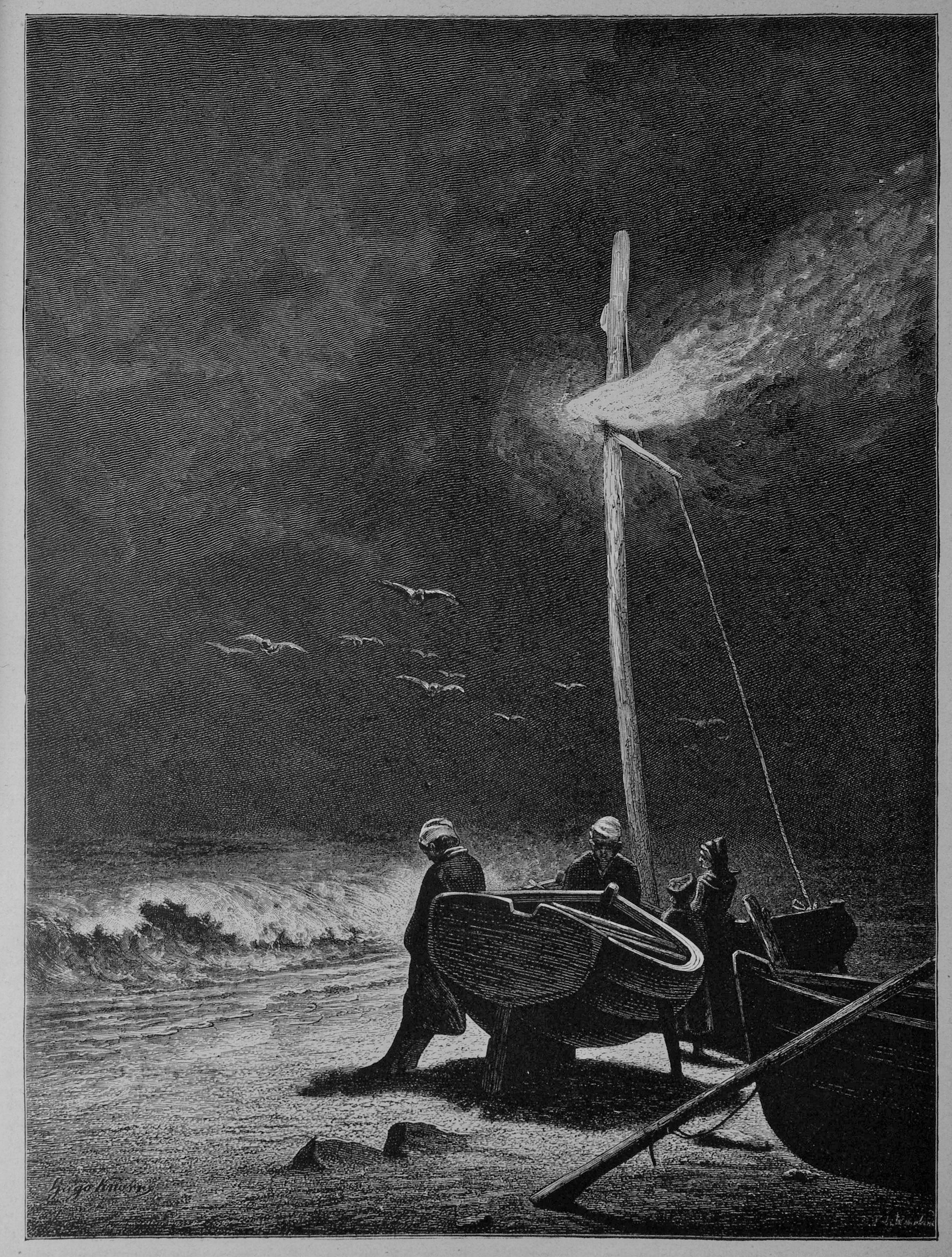
„Een Boot is noch buten?“ In: Die Gartenlaube, 1882, Heft 2.

- Wasserfall in einer norwegischen Hochebene
- Der Hardangerfjord
- Norwegische Gletscher
- Fjord in der Hochebene
- Wrack an der norwegischen Küste
- Brandung an der norwegischen Küste
- „Een Boot is noch buten“. In: Die Gartenlaube. Heft 2, 1882, S. 40 (Volltext [Wikisource]).

Kreidezeichnungen
- Esaias Tegnér: Frithjofssage. 1867.
- Carl Weitbrecht: Was der Mond bescheint. 1873.